# Landsbond van Liberale Mutualiteiten

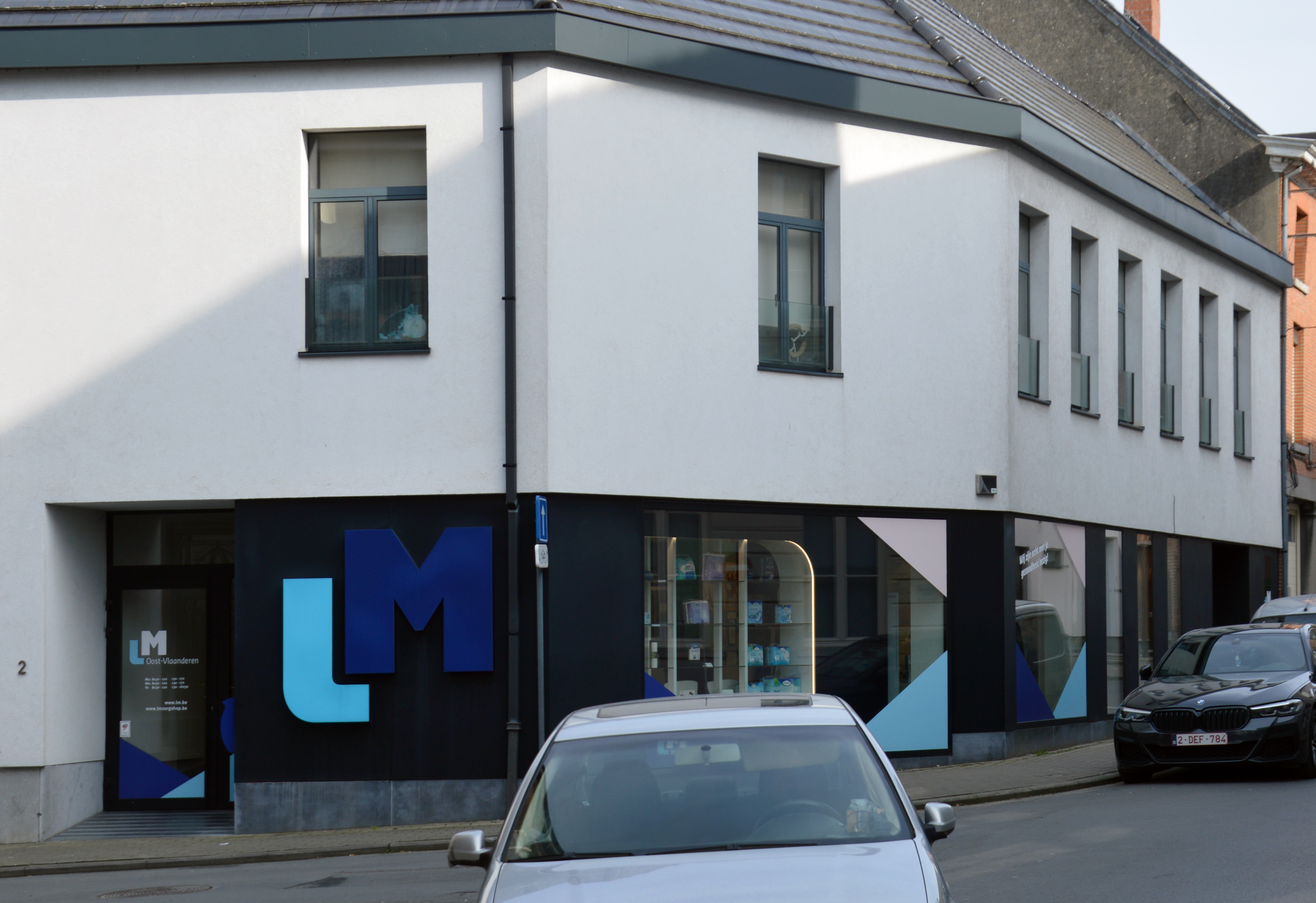
Een kantoor en zorgwinkel van LM Oost-Vlaanderen in Wetteren in 2025

De Liberale Mutualiteit (Mutualité Libérale, LM/ML) is een groep van ziekenfondsen in België. De Landsbond van Liberale Mutualiteiten is de overkoepelende organisatie van de liberale ziekenfondsen. De Landsbond werd opgericht in 1963. De ziekenfondsen dragen een RIZIV-identificatienummer dat steeds begint met een 4 (4xx).
In België zijn er zes liberale ziekenfondsen:
- Liberale Mutualiteit Plus of LM Plus (417) (regio's West-Vlaanderen, Asse-Aalst, Antwerpen, omgeving Tienen en Limburg)
- Liberale Mutualiteit Oost-Vlaanderen (zonder Aalst) (407)
- Liberale Mutualiteit MUTPLUS.be (403) (Brussel, Waals-Brabant, Vlaams-Brabant zonder streek Asse, klein deel in het westen van de provincie Henegouwen)
- Mutualité Libérale Hainaut-Namur (Namen en het grootste deel van Henegouwen)
- Mutualité Libérale de Liège
- Mutualité Libérale de Luxembourg

De huidige zes ziekenfondsen zijn gevormd door fusies doorheen de jaren. De twee laatste fusies dateren uit 2019. Op 1 januari fusioneerden LM Antwerpen, LM Limburg, LM Vlaams Gewest en LM West-Vlaanderen tot LM Plus, het grootste liberale ziekenfonds van Vlaanderen. LM "Vlaams Gewest" bediende hierbij delen van de provincies Oost-Vlaanderen (streek Asse-Aalst ) en Vlaams-Brabant (streek Tienen), waardoor LM Plus nu actief is in de vijf Vlaamse provincies. Ook LM MUTPLUS.be is het resultaat van een fusie uit 2019 tussen LM Brabant en ML Hainaut-Ouest.
De voorgangers van de LM West-Vlaanderen waren in respectievelijk 1909 en 1922 gesticht als Bond van Onderlinge Bijstand der Arrondissementen Kortrijk - Ieper en als Liberale Bond van de Ziekenkassen van het arrondissement Brugge. In 1991 werden beide namen gewijzigd in Liberaal Ziekenfonds (voor Kortrijk) en West-Vlaams Liberaal Ziekenfonds (voor Brugge) om in 1993 ten slotte te fuseren tot de "Liberale Mutualiteit West-Vlaanderen".